# Eumegethes picta
Eumegethes picta là một loài bướm đêm trong họ Geometridae.